# Instrumentalne pomiary temperatury

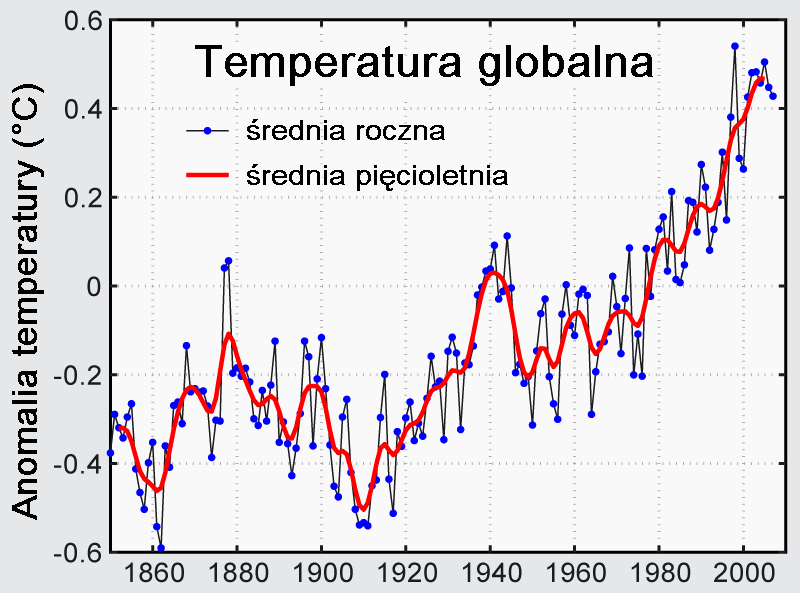
Instrumentalne dane o globalnej temperaturze w latach 1850–2007. Jako zero na wykresie przyjęto średnią temperaturę z lat 1961–1990.

Instrumentalne dane o globalnej temperaturze w latach 1880–2016. Jako zero na wykresie przyjęto średnią temperaturę z lat 1951–1980.

Instrumentalne pomiary temperatury – w meteorologii i klimatologii, pomiary temperatury atmosfery i oceanów bezpośrednio z użyciem termometrów. Są jednym z głównych źródeł wiedzy o klimacie Ziemi, w ostatnich dekadach coraz częściej uzupełnianym pomiarami satelitarnymi w podczerwieni oraz wykonywanymi przez sondy zanurzeniowe i sondy atmosferyczne.

## Historia
Pomiary temperatury powietrza przy użyciu termometrów wykonywane są regularnie od XVII wieku. Najstarsza nieprzerwana seria pomiarowa pochodzi ze środkowej Anglii i zawiera dane od 1659 roku. Pomiary wykonywane są przy użyciu termometrów rtęciowych lub alkoholowych (a współcześnie również termometrów elektronicznych), które są wzorcowane przez porównanie do stałych, niezmiennych wartości temperatury, takich jak punkt potrójny wody, czy temperatura topnienia określonych metali. Liczba stacji pomiarowych rośnie, lecz tylko niewiele może pochwalić się nieprzerwaną serią pomiarów od XIX wieku. Wystarczające dane do określenia średniej temperatury globu, zwanej temperaturą globalną, istnieją od około 1850 roku.

## Wartość bezwzględna i anomalie
Zarówno w meteorologii, jak i w klimatologii znacznie częściej od wartości bezwzględnych korzysta się z anomalii. Chwilowa anomalia temperatury wynika przede wszystkim z bieżącej sytuacji meteorologicznej, stąd dla blisko położonych stacji meteorologicznych wartości anomalii są zazwyczaj zbliżone, podczas gdy wartości bezwzględne mogą się znacznie różnić (szczególnie w sytuacji np. dużej różnicy wysokości). Średnia anomalia temperatury dla dłuższego okresu (miesiąc, rok), pozwalają określić charakterystykę meteorologiczną danego okresu, co ma wpływ m.in. na wzrost roślin. Długoterminowe (powyżej 30 lat) instrumentalne pomiary pozwalają określić klimat danej stacji meteorologicznej a nawet określić jego zmiany.

## Linie pomiarowe

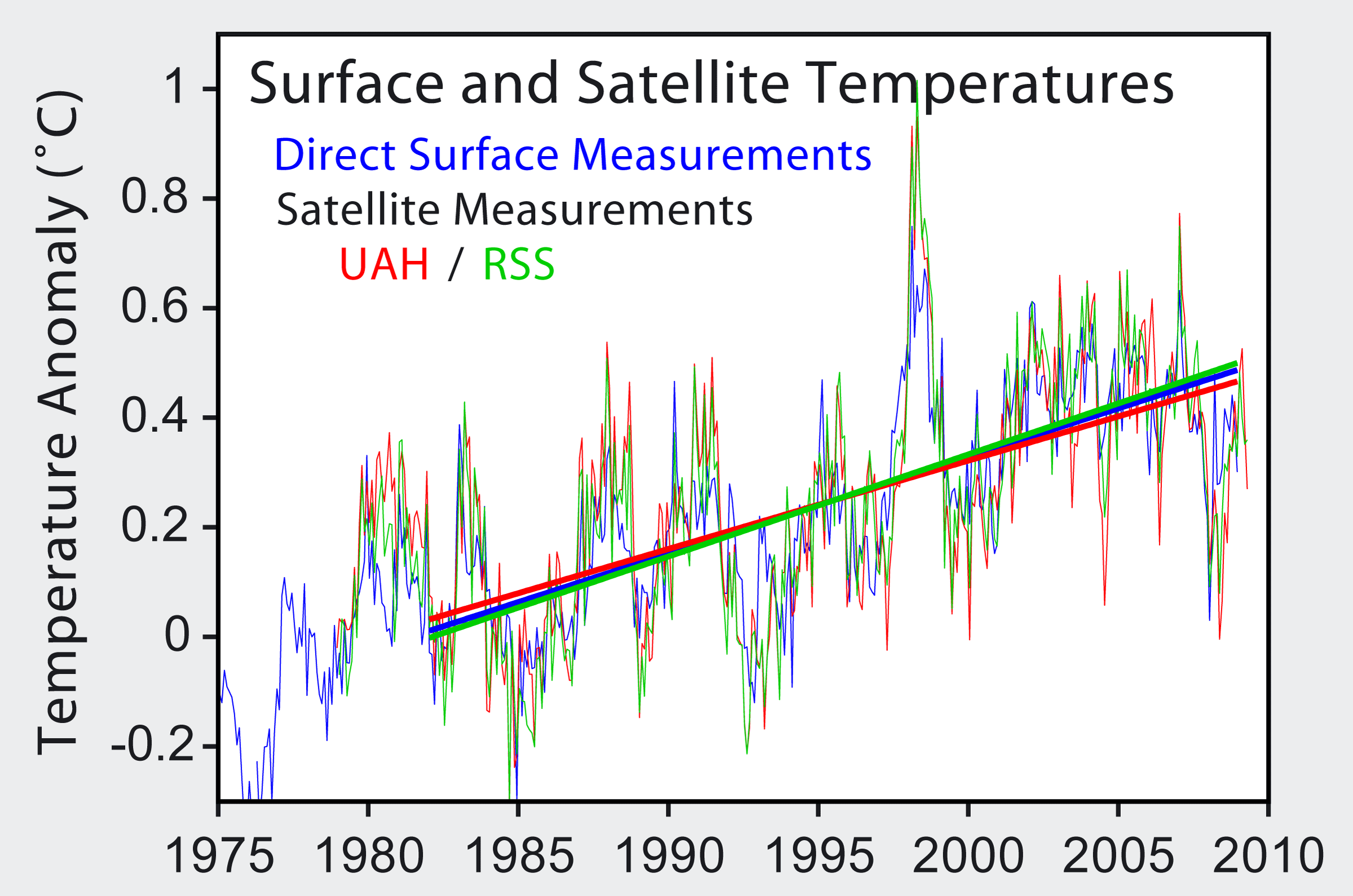
Porównanie satelitarnych pomiarów temperatury powierzchni Ziemi z instrumentalnymi pomiarami za pomocą termometrów. Jako punkt zero na wykresie przyjęto średnią temperatur z lat 1961-90.

W przypadku stacji pomiarowych działających przez długi czas dostępne są linie pomiarowe pokazujące przebieg temperatury (w tym średnie wartości miesięczne i roczne) na przestrzeni dekad. Określenie średniej temperatury na dużym obszarze, lub średniej temperatury globalnej wymaga uwzględnienia danych z wielu miejsc pomiaru. Ponieważ rozmieszczenie stacji pogodowych nie jest równomierne, najwyższą wagę przyznaje się pomiarom z miejsc, dla których liczba pomiarów jest niewielka. Dla tych miejsc niepewność danych jest największa. W przypadku pomiarów satelitarnych największa niepewność występuje dla obszarów Arktyki i Antarktyki, które są niedostępne dla większości satelitów ze względu na ich orbitę. Wartości średniej temperatury globalnej wyznaczone na podstawie instrumentalnych pomiarów temperatury mogą się nieznacznie różnić w zależności od przyjętej metody interpolacji danych na obszary bez bezpośrednich pomiarów.

## Ocieplenie klimatu
Instrumentalne pomiary temperatury są jednym z głównych źródeł informacji o klimacie w XIX i XX wieku. Począwszy od lat 70' XX wieku dysponujemy satelitarnymi pomiarami promieniowania podczerwonego, które można wykorzystać do wyliczenia temperatury. Ze względu na to, że promieniowanie pochodzi z całej atmosfery a nie tylko samej powierzchni Ziemi, to są one obarczone sporymi niepewnościami. Dodatkowo obliczenia temperatury na podstawie promieniowania muszą uwzględniać takie czynniki jak np. zmianę wysokości satelity. Temperaturę we wcześniejszym okresie można szacować na podstawie danych pośrednich (ang. proxy).
Strona internetowa National Oceanic and Atmospheric Administration zawiera szczegółowe wyniki rokrocznych pomiarów temperatury lądu i oceanów od 1880. Tabela po prawej stronie przedstawia 10 najcieplejszych lat w historii pomiarów instrumentalnych wg danych NOAA, w trzeciej kolumnie umieszczono średnią anomalię temperatury dla poszczególnych lat względem średniej z XX wieku. 
| Pomiary instrumentalne           | Trend (°C) |
| -------------------------------- | ---------- |
| NOAA                             | +0,171     |
| GISS (NASA)                      | +0,185     |
| HadCRUT (UK Met Office)          | +0,171     |
| Berkeley (temperatura powietrza) | +0,188     |
| Berkeley (temperatura wody)      | +0,165     |
| JMA (Japonia)                    | +0,138     |
| Pomiary satelitarne              |            |
| RSS                              | +0,206     |
| UAH                              | +0,130     |

| Miejsce | Rok  | Anomalia °C |
| ------- | ---- | ----------- |
| 1       | 2016 | 1,00        |
| 2       | 2020 | 0,98        |
| 3       | 2019 | 0,95        |
| 4       | 2015 | 0,93        |
| 5       | 2017 | 0,91        |
| 6       | 2018 | 0,83        |
| 7       | 2014 | 0,74        |
| 8       | 2010 | 0,72        |
| 9       | 2013 | 0,68        |
| 10      | 2005 | 0,67        |